# Ibrahim Maliki
Ibrahim Maliki (ur. 15 lipca 1981 r.) – nigerski pływak, uczestnik igrzysk olimpijskich. 
Po raz pierwszy i jedyny na igrzyskach olimpijskich dwudziestotrzyletni Maliki wystartował podczas XXVIII Letnich Igrzysk Olimpijskich w 2004 roku w Atenach. Wystartował tam w jednej konkurencji pływackiej. Na dystansie 50 metrów stylem dowolnym wystartował w pierwszym wyścigu eliminacyjnym. Z czasem 26,81 zajął w nim trzecie miejsce, a ostatecznie, w rankingu ogólnym, zajął sześćdziesiąte dziewiąte miejsce. 